# Parque Aquático Municipal de Volta Redonda
O Parque Aquático Municipal de Volta Redonda é um parque aquático localizado na cidade de Volta Redonda-RJ, e que fica na Ilha Pequena.
O parque aparece na pré-seleção que o Comitê Olímpico Brasileiro (COB) fez de locais apropriados para o treinamento de delegações para os Jogos Olímpicos em 2016.

## História
O parque aquático foi construído em 1981, com o nome de "Parque Aquático General Euclides Figueiredo", no governo do Coronel Aluízio de Campos Costa. Após ser desativado em 1986, ele foi reativado e modernizado em 1997.

## Estrutura física
O Parque Aquático Municipal de Volta Redonda tem capacidade para atender cerca de 3 mil pessoas por dia.
- Área total: 11.300 m²
- Secretaria
- Sala de professores
- Sala de exames médicos
- Cantina
- Vestiários
- Piscina olímpica (Área total de 1250m² e 2m de profundidade)
- Piscina infantil (Área total de 500m² e Profundidade de 60 cm)
- Piscina de lazer (Área total de 2812m² e Profundidade de 1,5m)
- Toboáguas